# Scinax peixotoi
Scinax peixotoi es una especie de anfibio anuro de la familia Hylidae. Esta rana es endémica de la isla da Queimada Grande, una pequeña isla de 43 hectáreas en la costa del municipio de Itanhaém en el estado de Sao Paulo (Brasil). Habita en las bromelias de la mata atlántica que cubre la isla. Es una rana poco frecuente en la isla, lo que unido a lo extremadamente limitado de su área de distribución hacen que esté considerada en peligro crítico de extinción.